# Norme mistralienne

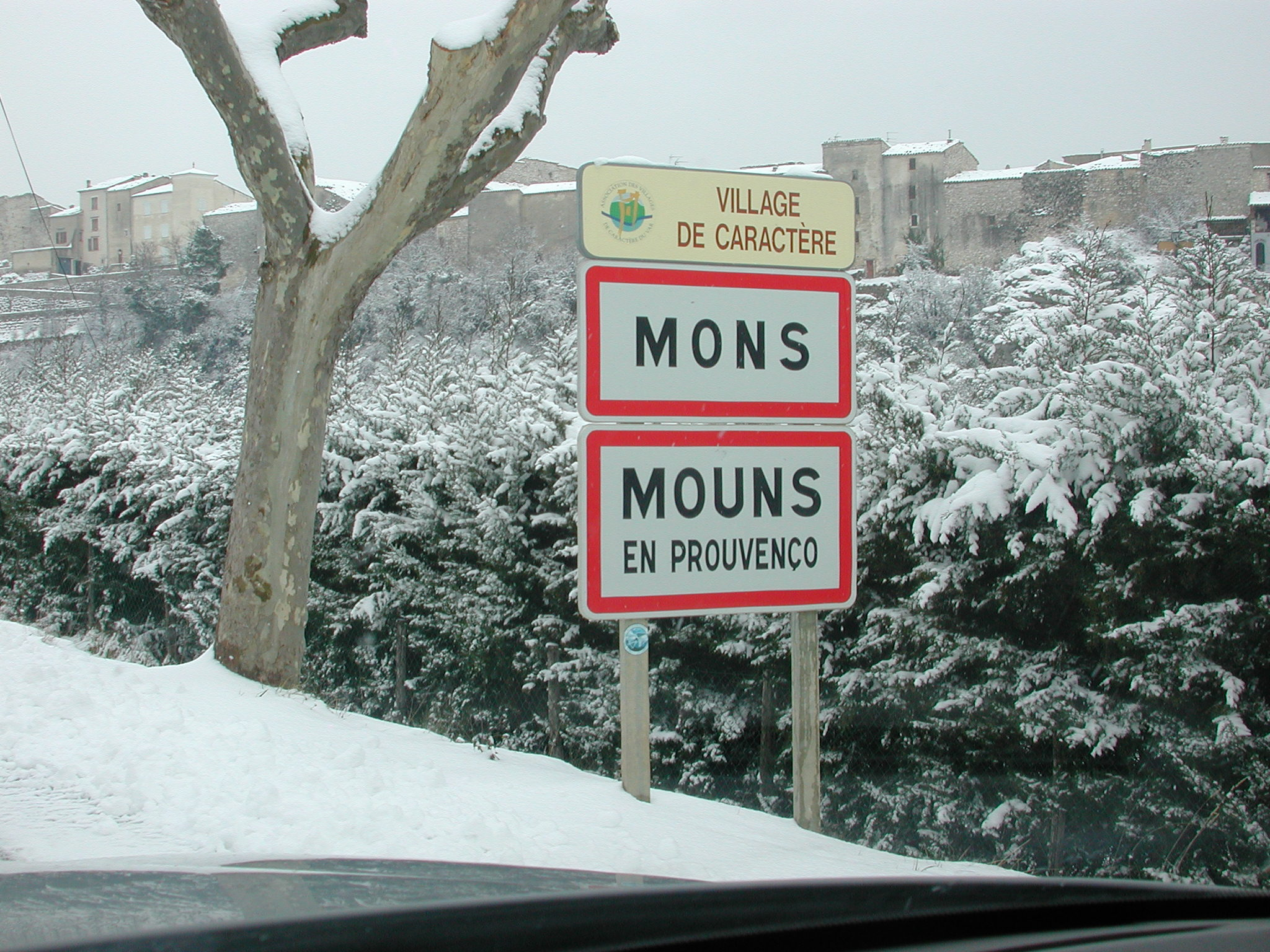
Panneau d'entrée de la ville de Mons dans le Var (écriture française, médiévale provençale et provençale classique) et Mouns (graphie mistralienne).

La norme mistralienne, appelée également norme félibréenne ou graphie moderne, est une norme orthographique utilisée en provençal et plus généralement en langue d'oc ou occitan. Elle est apparue en 1853 dans les œuvres de Joseph Roumanille, puis dans celles de Frédéric Mistral après 1854. Cette graphie se distingue de l'écriture ancienne de la langue d'oc par une certaine simplification orthographique. Écriture du Félibrige dès sa création, elle s'impose dans un premier temps par l'influence de cette organisation sur l'ensemble de la renaissance d'oc, et dans un second temps par la publication par Frédéric Mistral de son Tresor dóu Felibrige. Si elle reste aujourd'hui la plus répandue en Provence, dans le reste du domaine linguistique occitan, elle a cédé la place à la norme classique rédigée ultérieurement.

## Historique

### Les débats autour de l'adoption de la graphie mistralienne
En Provence, au début du XIXe siècle, deux graphies sont en concurrence: la graphie dite des trouvères marseillais, et des graphies phonétiques sans réelle cohérence, comme celle utilisée par Victor Gelu. L’introduction d'une nouvelle norme par Joseph Roumanille suscite des débats que nous pouvons résumer par les citations suivantes :
- Joseph Roumanille : « N'écrivons pas dans une langue que l'on parlait il y a cinq ou six siècles : nous devons écrire dans la langue de nos jours, et pour cela, nous sommes forcés de rejeter l'ancienne orthographe. Vous nous parlez de la prononciation languedocienne : Es ana-t-à la villa. La fennas, de coulou d'escarpas, E qu'èrou tout yols ou tout arpas, Moustravon de pels de tambour, Qu'en travès se vesié lou jour. (Favre) Puisque vous voulez nous ramener par vos s et vos t, à l'orthographe languedocienne, voilà où en serait notre harmonieux dialecte d'Arles ! Car, mes amis, pourquoi se contenter des s, des t, des ch finals ? Pourquoi ne pas rétablir les a finals, au lieu des o, que vous avez adoptés comme nous, guidés, comme nous, par la prononciation ? (...) Pourquoi, vous, marseillais, ne rejetteriez-vous pas les formes natien, passien, noueste, couer, etc. qui sont d'évidentes corruptions de natioun, passioun, noste, cor, que nous arlésiens, avons conservés purs ? » (...) Oh ! répondrez-vous, nous ne voulons pas en venir jusque-là parce qu'à Marseille nous prononçons natien, passien, noueste, couer, etc. et lei terro, et lei terra; etc."[3]. »
- Frédéric Mistral : « ... j'ai l'avantage de parler dans une langue comprise par ce moyen dans tout le midi, au lieu de l'être seulement par quelques amateurs de l'arrondissement d'Arles » pendant sa correspondance avec Joseph Roumanille sur laquelle il exprimait son mécontentement à la suite du refus de Roumanille de s'inspirer de la graphie dite classique de Simon-Jude Honnorat que Mistral souhaitait utiliser[4].
- Jean-Joseph Castor : « Quelques écrivains diront peut-être que j'aurai dû suivre, dans les infinitifs des trois premières conjugaisons l'orthographe de nos anciens Troubadours, et écrire eimar, tenir, aver, au lieu de eima, teni, avé. Je répondrais que telle était mon intention, mais que, pour satisfaire les désirs du Public, j'ai été obligé de rapprocher, autant qu'il a été possible, l'orthographe de la prononciation. Il serait à désirer que l'on ait pût agir de la même manière à l'égard de la langue française ; on ne prononcerait plus alors aimer, aimé ; Caen, Can ; paon, pan ; taon, ton ; second, segond ; signet, sinet, etc. »[5]
- Simon-Jude Honnorat : « Ceux qui ont mal à propos substitué l'o à l'a final des substantifs et des adjectifs féminins n'ont pas fait attention qu'ils n'étaient pas conséquents avec eux-mêmes : car lorsqu'ils ont voulu former des mots composés, ils ont, comme toujours, été obligés de revenir au mot non altéré. C'est ainsi qu'en ajoutant la désinence ment (esprit, manière de faire), à regla, par exemple ils ont fait reglament, tandis qu'ils auraient dû écrire ce mot, d'après leurs principes, regloment, parce qu'il est composé de règlo, et de ment, suivant leur orthographe. »[6].

Mistral finit par se rallier à Roumanille. La graphie mistralienne est diffusée par le Félibrige dans l'Armana Prouvençau et devient la graphie officielle de l'association. Les contributions dans d'autres dialectes sont regraphiées, puis provençalisées. Cependant, dès le dernier quart du XIXe siècle, des Félibres d'autres aires dialectales (Limousin, Languedoc, Gascogne), considérant la graphie moins adaptée à leur parler, l'adaptent (c'est le cas en Béarn avec la graphie phébusienne) ou l'abandonnent au profit de la graphie classique, qui s'élabore entre les années 1890 (premiers travaux de Roux, Estieu et Perbosc) et les années 1950 (correction du système d'Alibert par l'IEO et adaptation au gascon, au provençal et au limousin).

### Conflits idéologiques et instrumentalisation politique
De nos jours, le Félibrige revendique et perpétue l'usage de la graphie mistralienne non seulement pour le provençal, mais aussi dans toutes ses adaptations (pour le gascon et le niçois par exemple), pour toutes les variantes de la langue d'oc. Cet usage s'oppose à celui de l'Institut d'études occitanes (IEO) et de l'occitanisme en général qui revendiquent l'usage de la graphie classique. Le Félibrige et l'IEO ne sont plus en conflit et partagent la volonté commune et officielle de perpétuer la langue d'oc (terme privilégié par le Félibrige) ou occitan (terme utilisé par l'IEO). En 1999, le capoulié (président) du Félibrige et le président de l’IEO se sont accordés sur le respect mutuel des deux graphies « mistralienne » et « classique ».
En Provence, l'introduction de la norme classique a toujours été contestée. Au début des années 1950, Charles Mauron fondateur de l'association Lou Provençau à l'escolo et éditorialiste du bulletin pédagogique de même nom, ne cesse de dénoncer les occitanistes utilisant une autre graphie que mistralienne. Lui-même et les autres poètes provençaux menés par Sully-André Peyre (Max-Philippe Delavouët, Marcel Bonnet, Émile Bonnel, Charles Galtier, Pierre Millet, Jean-Calendal Vianès) s'y opposent dans une lutte que l'occitaniste Philippe Martel qualifie de « féroce ». Vers 1960, une tentative de rapprochement avec l'Institut d'études occitanes menée par Charles Rostaing au nom du Félibrige se voit poser des conditions par Charles Mauron : ce rapprochement ne pourra se faire qu'à condition que « les Occitans renoncent à chercher à introduire leur graphie en Provence ». En 1984, une circulaire du recteur d’Académie a voulu imposer l’enseignement de la graphie occitane à côté de la graphie mistralienne : le tribunal administratif l’a annulée sur plainte de l’Unioun dis Escrivan Prouvençau. Il a toujours existé des initiatives pour l'empêcher et même pour faire pression pour l'interdiction de la graphie classique et l'usage exclusif de la graphie mistralienne par les services publics, surtout dans l'enseignement, en lien avec la conception faire du provençal comme langue indépendante du reste de l'occitan. C'est le cas de nos jours de l'association Couleitiéu Prouvènço qui a obtenu une certaine audience auprès du Conseil régional (qui a voté la reconnaissance et le soutien du provençal langue à part entière en 2016) et qui fait campagne pour que la région cesse de subventionner l'enseignement bilingue au prétexte qu'il s'agirait d'un enseignement de l'occitan, alors que le peu de calandretas de la région utilise la variété locale de provençal,. De fait, la norme mistralienne est presque généralisée dans les usages publics en Provence, comme le disait un partisan de la graphie classique : « En Provence (…) la norme officielle (…) est la norme mistralienne, donc tous les textes administratifs, les panneaux à l'entrée des communes, etc., les conseils municipaux délibérant parfois en provençal, utilisent la norme mistralienne. Il faut que ceci soit clair. Il y a une norme officielle. »

## Description
La norme mistralienne s'appuie sur une orthographe « simplifiée » — qualifiée de « phonétique » par ses détracteurs — pour limiter les distorsions entre l'écrit et l'oral. On assimile souvent la norme mistralienne à une transcription du rhodanien mais les travaux de Pierre Vouland  ont montré de nombreuses différences morphophonologiques entre le rhodanien parlé et le provençal écrit. La norme mistralienne suit quelques usages italiens comme employer le graphème « gn » pour retranscrire le son [ɲ] ou un usage français en utilisant « ou » pour noter le son [u] — mis à part dans les diphtongues où Mistral rétablit l'usage médiéval d'écrire « u » — mais elle n'en est néanmoins pas un calque ni de la graphie française à laquelle elle s'oppose par ses principes, ni de l'italienne ou de l'espagnole dont elle se rapproche davantage par  son phonétisme. Dans le but de faire coïncider écrit et oral, les marqueurs grammaticaux tels que les « -r » infinitifs (maintenus dans un premier temps avec un tiret sous la forme « -r »,) les « -s » pluriels et les « -t » des participes passés devenus muets en provençal sont supprimés (mais conservés et notés dans les dialectes où ils sont toujours prononcés comme le languedocien), aucune forme de mot n'est arbitrairement privilégiée ni élevée au rang de standard (fueio, fiueio, fuio sont ainsi tous recevables pour dire « feuille »), « t » n'exprime plus la valeur [s] comme chez les « trouvères marseillais » et est remplacé par « c » (natien chez Achard contre nacioun / nacien chez les félibres).
Toutes les consonnes finales écrites ne se prononcent pas, c'est le cas de « b », « d », « p » et « t » même s'il existe quelques exceptions; quand un mot se termine par deux consonnes, la seconde est toujours muette (mars se dit par exemple [maʁ] en provençal ou [maɾ]).Sont muettes toutes consonnes finales immédiatement précédées par une diphtongue ou une triphtongue (exemple : biais et pèis) ; « s » dans pas est muet lorsqu'il exprime la négation mais prononcé quand il fait référence à la « paix » ou au « pas qu'on fait en marchant » (quoiqu'un peu moins fortement).
La lettre « e » vaut [e] mais également [ɛ] lorsqu'elle précède un « l » (bello [bɛlɔ] « belle »), un « r » géminé (terro [tɛʁɔ] « terre ») ou un groupe de consonne dont la première est un « r » (serp [sɛʁ] ou [sɛɾ] « serpent », verd [vɛʁ] ou [vɛɾ] « vert »). En conjugaison, la terminaison de la troisième personne du pluriel « -on » ne se prononce pas [ɔⁿ] ou [ɔn] mais [uⁿ] (en provençal) ; c'est une astuce pour distinguer les « oun » atones. À l'inverse de la norme classique, les accents toniques irréguliers sont notés en graphie mistralienne via un accent grave sauf pour la lettre « e » qui prend un accent aigu car le graphème « è » exprime le son [ɛ]. La norme mistralienne amorce un début de trans-dialectalisme car le graphème « ch » retranscrit aussi bien [t͡s] (rhodanien) que [t͡ʃ] (maritime) et « j » / « g » (devant « e » et « i ») [d͡z] (rhodanien) que [d͡ʒ] (maritime), « ue » se prononce [ɥe] en maritime et [ø] en rhodanien (Mistral prononce donc niue [njø] « nuit »). Le graphème médiéval « lh » existe mais est inutilisé en provençal où « h » et « i » le remplacent. La graphie mistralienne a inventé les graphèmes « òu » [ɔw] et « óu » [u],.
Avec l'élaboration de la graphie mistralienne, Joseph Roumanille exprime son rejet d'une écriture médiévale ou francisée qu'il estime dépassée au profit d'une écriture beaucoup plus proche de l'oral reprenant les façons spontanées d'écrire le provençal depuis le XVIIe siècle. C'est en partie à cause des choix orthographiques de Roumanille que certains partisans de l'écriture classique décidèrent de faire sécession du Félibrige pour fonder la Société d'Études Occitanes où ils développeront la norme classique en se basant sur les graphies médiévales des troubadours, sur les recherches de Simon-Jude Honnorat, sur le languedocien comme exemple d'occitan "central" (Alibert) et sur la volonté de maintenir un lien avec la graphie catalane, en réaffirmant une unité de la langue d'oc (puisque les formes sont moins diversifiées qu'en graphie mistralienne). L'adoption populaire de l'écriture de Roumanille ne s'est pas faite sans heurts, sans débats préalables ou critiques houleuses, mais c'est sans commune mesure avec le rejet très fort de la graphie classique exprimé en Provence.

### Voyelles
| Sons      | Graphèmes | Précisions |
| --------- | --------- | --- |
| [a]       | a ; à     | L'accent grave indique un accent tonique irrégulier. |
| [e]       | e ; é     | L'accent aigu indique un accent tonique irrégulier. |
| [ɛ]       | è ; e     | E est ouvert lorsqu'il est suivi de -ll (bello) de -rr (bierro), ou par -r combiné avec une autre consonne (serp, cuberto).                                 |
| [i]       | i ; ì     | L'accent grave indique un accent tonique irrégulier. |
| [j]       | i         | Dans les diphtongues et les triphtongues. |
| [ɔ]       | o ; ò     | L'accent grave indique un accent tonique irrégulier. |
| [o]       | ó         | - |
| [u]       | ou ; o    | O se prononce [u] dans les verbes conjugués à la troisième personne du pluriel. Il s'agit d'une astuce pour différencier les -oun toniques des -oun atones. |
| [y]       | u ; ù     | L'accent grave indique un accent tonique irrégulier. |
| [ɥe]/[jœ] | ue        | On prononce [jœ] en rhodanien et [ɥe] en maritime. |
| [w]       | u         | Dans les diphtongues et les triphtongues. |

### Consonnes
- d, s et t finaux ne se prononcent pas toujours.
- j (devant n’importe quelle voyelle) ou g devant e ou i se prononcent comme le français [d͡ʒ] (forme dominante), [d͡z] ou [ʒ] (selon les mots et les dialectes).
- r se prononce [R] en début de mot et [ɾ] le reste du temps, mais cette prononciation tend de plus en plus à disparaître dans certains parlers au profit [ʁ] plus proche du français.
- l, n, r et s sont les seules consonnes doubles, mais on retrouve aussi mm chez certains auteurs pour remplacer le groupe nm (il n'y a pas de prononciation géminée en provençal; NB: entre deux voyelles, le rr note un R vélaire distinct du r lingual qui permet de différencier certains mots, comme fèrri "fer" / fèri "je fis").
- Les lettres w, x, y n'existent pas, le k est d'un usage exceptionnel (comme dans kilò ou dans la forme rhodanienne kiue "cuit" pour ne pas écrire quieu qui serait confondu avec quiéu "cul").

### Digrammes
- ch se prononce [t͡ʃ] ou [t͡s] selon les dialectes.
- gn est identique au français ou à l'italien gn [ɲ].
- Le son [j] (-ill- en français) s'écrit ih lorsqu'il se trouve au contact d'un i (comme dans Marsiho « Marseille », abiho « abeille » et auriho « oreille », quiha "percher") et i le reste du temps (comme dans Mirèio).
- lh existe dans le Trésor du Félibrige pour représenter le son [ʎ] dans les dialectes qui l'emploient.
- qu fonctionne comme en français ou en espagnol : il remplace le c devant e et i pour noter le son [k].

### Notations étymologiques
Contrairement aux idées reçues, et bien qu'elle se distingue des autres écritures par sa volonté de simplification orthographique, la norme mistralienne n'est pas juste phonétique : ainsi, « n » est muet dans inmourtau (immortel) et annecioun (annexion) ne se prononce pas [aⁿnesiun] ni [annesiun] mais [anesiun] ; dans ces deux exemples, les félibres recourent à une notation étymologique pour rendre compte de la greffe des préfixes latins ad- (devenu « an- » par assimilation régressive) et in- ; nous avons donc ad + nexus pour le premier et in + mortalis pour le second.
Dans l'orthographe mistralienne, des consonnes finales muettes sont écrites ; bien que la lettre -t en position finale soit souvent sonore (vènt, dubert...), elle devient muette (sauf en liaison pour certains cas) lorsqu'elle :
- apparaît dans les terminaisons des participes présent (-ant, -ent, -int) ;

- note des -t issus de l'étymologie latine, par exemple tant (tantum), enfant (infantem), quant (quantum), gènt (gentem), souvent (subinde) ;
- se retrouve dans des mots de même famille ; enfant a pour dérivés enfanta « enfanter », enfantamen « enfantement », argènt donne argentarié « argenterie », argentié « argentier, orfèvre », argentiero « mine d'argent »

### Quelques notations de diphtongues
Le son « ou » [u] n'est pas toujours noté « ou » contrairement à la plupart des mots français. Certaines diphtongues mistraliennes font porter ce son à la lettre u (comme en latin, dans la plupart des langues romanes) : 
- au : se prononce [aw]
- éu : se prononce [ew]
- èu : se prononce [ɛw]
- ióu : se prononce [ju] atone (par exemple, dans vióuleto, prononcé [vjuˈleto] en provençal)
- ouo : se prononce [wɔ]
- òu : se prononce [ɔw]
- óu : se prononce [ow] (dóu [dow]) et [u] lorsqu'il s'agit d'un accent tonique irrégulier (tóuti [tuti])[20]

### Accent tonique
L'accent tonique est régi par cinq conventions graphiques :
- Il tombe sur la pénultième syllabe des mots terminés par o (généralement, c'est la marque du féminin) et e : taulo, fenèstro, escolo, aubre.
- Il tombe sur la dernière syllabe des mots qui terminent par a, i, u ou une consonne (à l’exception des verbes conjugués terminant par la désinence -es, ou -on : cantes, canton) pour qui l'accent porte sur la pénultième syllabe) : segur, dourmi.
- Il tombe généralement sur toute syllabe portant un accent graphique sauf en présence d'une diphtongue (èu, éu, óu, òu) en position non tonique : acò, cantè, ouriginàri mais óulivo, dóumaci, bèuta.
- Il tombe dans une diphtongue sur la première voyelle : boui-abaisso, prouvençau.
- Il tombe dans une triphtongue sur la voyelle intermédiaire : biau, biòu, miéuno.

### Exemple comparatif:Lou mège de CucugnandeJoseph Roumanille
| Provençal (graphie mistralienne) | Provençal (Norme classique) | Français |
| --- | --- | --- |
| Lou mège de Cucugnan Èro un medecin que n’en sabié long, car n’avié forço après ; e pamens, dins Cucugnan, ounte despièi dous an s’èro establi, i’avien pas fe. Que voulès ? Toujour lou rescountravon em’ un libre à la man, e se disien, li Cucugnanen : - Saup rèn de rèn, noste mège ; fèbre countùnio legis. S’estùdio, es pèr aprendre. S’a besoun d’aprendre, es que saup pas. Se saup pas, es un ignourènt. Poudien pas li leva d’aqui, e... i’avien pas fe. Un mège sènso malaut es un calèu sènso òli. La fau pamens gagna, la vidasso, e noste paure mesquin gagnavo pas l’aigo que bevié. | Lo mètge de Cucunhan Èra un medecin que ne'n sabiá lòng, car n’aviá fòrça après; e pasmens, dins Cucunhan, onte despuei dos ans s’èra establit, li avián pas fe. Que volètz? totjorn lo rescontravan amb un libre a la man, e se disián, lei Cucunhanencs: - Saup ren de ren, nòste mètge; fèbre contúnia legís. S’estúdia, es per aprendre. S’a besonh d’aprendre, es que saup pas. Se saup pas, es un inhorent. Podián pas li levar d’aquí, e... li avián pas fe. Un mètge sensa malaut es un calèu sensa òli. La fau pasmens ganhar, la vidassa, e nòste paure mesquin ganhava pas l’aiga que beviá. | Le médecin de Cucugnan C'était un médecin qui savait beaucoup de choses, il y avait beaucoup étudié ; et pourtant, à Cucugnan, où depuis deux ans il s'était établi, on n'avait pas confiance en lui. Que voulez-vous ? On le rencontrait toujours avec un livre à la main et les Cucugnanais se disaient alors : - Il ne sait absolument rien, notre médecin ; il lit continuellement. S'il étudie, c'est pour apprendre. S'il a besoin d'apprendre, c'est qu'il ne sait pas. S'il ne sait, c'est un ignorant. On ne pouvait pas les faire changer d'avis, et ... ils ne lui faisaient pas confiance. Un médecin sans malade c'est comme une lampe sans huile. Il faut pourtant bien la gagner, cette misérable vie, et notre pauvre ami ne gagnait même pas l'eau qu'il buvait. |

Il est à noter que Mistral avait choisi le -o final (ce choix permettant de tenir compte d'une prononciation du -a final proche de celle du -o, dans certaines variantes du provençal.

### Essais de fusions entre les graphies
Des tentatives de « fusion » des deux graphies ont eu lieu, plus orientées vers la graphie classique (graphie dite de Cucuron) ou la graphie mistralienne (Dralhos Novos), mais n'ont pas été suivies, sauf par quelques auteurs qui ont adapté la graphie classique pour écrire en provençal Marsilha et non Marselha, eisemple et non exemple, dialeite et non dialecte.
En 1982, C. Mauron argumentait que la graphie mistralienne était déjà en elle-même une "graphie de compromis" puisqu'elle n'était pas totalement phonétique, s'approchant de cette façon d'un principe fondamental de la graphie classique, celui de graphie historique et écartant certains détails phonétiques.
La graphie classique de base est une version simplifiée de la graphie classique élaborée par un groupe de travail qui se réunissait au Centre culturel de Cucuron dans les années 1970. Elle propose d'abandonner « -tz » au profit de « -s » en position finale sauf pour la conjugaison de la deuxième personne du pluriel, de noter conformément à la prononciation « -ié » plutôt que « -iá » à l'imparfait et pour les substantifs féminins concernés, de simplifier l'écriture des groupes consonantiques « tg » (viage et pas viatge « voyage »), « tj » (viajar à la place de viatjar « voiturer, voyager »), « tl » (espala au lieu espatla « épaule ») et « tm » (semana contre setmana « semaine ») qui sont réalisés comme des consonnes simples en provençal. Cette graphie n'est pas très employée en dehors de contributions sporadiques dans le mensuel Aquò d'aquí bien qu'un recueil de textes ait été publié en 1982 dans cette graphie tout comme un « Manuel pratique de provençal contemporain ».
Au début des années 1980, une graphie mélangeant le système consonantique de la norme classique et le système vocalique de la norme mistralienne a été proposé par le professeur Jean-Claude Bouvier. L'association « Dralhos Novos : per l'unitat grafico » utilise cette orthographe depuis 1999.
| Phonétique (provençal rhodanien)                                     | Norme mistralienne                                                | Dralhos novos                                                             | Graphie de Cucuron                                                  | Norme classique                                                         |
| -------------------------------------------------------------------- | ----------------------------------------------------------------- | ------------------------------------------------------------------------- | ------------------------------------------------------------------- | ----------------------------------------------------------------------- |
| aˈkeste ˈvjad͡ʒe aˈvje d͡ʒita dɛs ˈfɥejɔ diŋ ˈlu pus ɛn ˈkatre seˈmanɔ | Aqueste viage avié gita dès fueio dins lou pous en quatre semano. | Aqueste viatge avié gitat dètz fuelhos dins lou poutz en quatre setmanos. | Aqueste viage avié gitat dès fuelhas dins lo pos en quatre semanas. | Aqueste viatge aviá getat dètz fuelhas dins lo potz en quatre setmanas. |

### Graphies inspirées par la norme mistralienne

#### Graphie fébusienne
Pour le gascon, la norme mistralienne s'est adaptée en reprenant la scripta béarnaise issue elle-même de l'ancien gascon des Fors de Béarn, ensemble de textes juridiques d'origine médiévale ; le nouveau For, (imprimé et) publié au milieu du XVIe siècle, garde une parenté étroite avec les précédents. 
Cette variante locale de la graphie mistralienne s'appelle graphie fébusienne, en référence à l'Escòla Gaston Fèbus, fondée en 1896 sous le nom Escole Gastoû Febus comme branche béarnaise et gasconne du Félibrige. 
Ainsi, la graphie fébusienne a noté « nh » et « lh » les sons [ɲ] (montanha, montagne) et [j] (abelha, abeille), avant de remplacer le « nh » par « gn ». 
Ces règles d'écriture du gascon (moderne) ont été définies au début du XXe siècle, publiées dans le bulletin de l'Escole Gastoû Febus. Édouard Bourciez (1854-1946), linguiste romaniste et professeur à l'université de Bordeaux, y a contribué. Le félibre gascon Simin Palay (1874-1965) a mené à bien, dans la première moitié du XXe siècle, l'édition d'un volumineux dictionnaire en graphie moderne, qui fait encore référence aujourd'hui. La graphie fébusienne complétée a été (re)publiée sous forme d'un fascicule, à la fin des années 60
Depuis les années 1980, l'association Escòla Gaston Fèbus emploie la graphie classique. En revanche, l'association intitulée Institut béarnais et gascon (Enstitut biarnes e gascoun), constituée en 2002, promeut la graphie fébusienne. Compte tenu des variétés régionales dans l'espace gascon, encore plus l'espace occitan, une attitude consiste à vouloir une même orthographe sur tout le domaine (voire toute l'Occitanie), une autre d'admettre plus de diversité.

#### Norme de l'École du Pô
La norme de l'école du Pô est une graphie cisalpine élaborée par des poètes et des linguistes pour représenter les spécificités du vivaro-alpin des Vallées occitanes italiennes. Le graphème « eu » ne note pas [ew] mais [ø] comme en français, en lombard, en génois et en piémontais, « ë » représente le son [ə], « ç » le son [θ] et « x » le son [ð], les digrammes « dz », « sh » et « zh » valent respectivement [d͡z], [ʃ] et [ʒ], « ii » note une succession de semi-voyelles, l'accent circonflexe indique une voyelle longue (ëncoû « encore »), la lettre « n » est doublée pour marquer une différence entre une consonne finale nasalisée (an « ils ont ») et une consonne finale apicale (ann « année »). Les graphèmes « lh » et « nh » sont maintenus.